# HD 64484
HD 64484 är en ensam stjärna i den norra delen av stjärnbilden Flygfisken. Den har en skenbar magnitud av ca 5,76 och är svagt synlig för blotta ögat där ljusföroreningar ej förekommer. Baserat på parallax enligt Gaia Data Release 2 på ca 7,2 mas, beräknas den befinna sig på ett avstånd på ca 455 ljusår (ca 139 parsek) från solen. Den rör sig bort från solen med en heliocentrisk radialhastighet på ca 11 km/s.

## Egenskaper
HD 64484 är en blå till vit stjärna i huvudserien av spektralklass B9 V, som roterar snabbt med en projicerad rotationshastighet av 154 km/s. Den har en massa som är ca 3,1 solmassor, en radie som är ca 3,3 solradier och har ca 140 gånger solens utstrålning av energi från dess fotosfär vid en effektiv temperatur av ca 10 500 K.